# Flaga Rwandy
Flaga Rwandy została ustanowiona 25 października 2001.

## Opis
Na fladze znajdują się cztery kolory: zielony, niebieski, oraz dwa odcienie żółtego (standardowy żółty, jako środkowy pas oraz odcień zwany słonecznym żółtym, jako słońce w prawym górnym rogu flagi).
Barwy flagi reprezentują pokój, nadzieję na rozwój narodu oraz mieszkańców państwa.

## Poprzednia flaga
Poprzednia flaga Rwandy była trójkolorowa: zawierała czerwień, żółć oraz zieleń (barwy panafrykańskie). W polu w kolorze żółtym zawarta była czarna litera R. Flaga ta była używana w latach 1962–2001.

## Historyczne wersje flagi

Propozycja flagi Niemieckiej Afryki Wschodniej
Flaga Królestwa Rwandy z lat 1959–1961
Flaga Republiki Rwandy z lat 1961–1962
Flaga Republiki Rwandy z lat 1962–2001